# Arhopala zylda
Arhopala zylda är en fjärilsart som beskrevs av Corbet 1941. Arhopala zylda ingår i släktet Arhopala och familjen juvelvingar. Inga underarter finns listade i Catalogue of Life.